# 奧斯卡盧薩 (伊利諾伊州)
奧斯卡盧薩（英語：Oskaloosa）是位於美國伊利諾伊州克萊縣的一個非建制地區。該地的面積和人口皆未知。

## 地理
奧斯卡盧薩的座標為38°45′35″N 88°38′56″W / 38.75972°N 88.64889°W，而該地的平均海拔高度為159米（即522英尺）。